# Прикарц, Марта
Марта Прикарц (нем. Martha Prickartz; урождённая Калль (нем. Call); 18 сентября 1924 года — 6 мая 2015 года, Концен) — немецкий игрок в скат, одна из учредителей Международной ассоциации игроков в скат (ISPA). Чемпион мира и Германии (по версии ISPA), трёхкратный чемпион мира по скату среди ветеранов.

## Биография
Марта Калль родилась 18 сентября 1924 в семье игрока в скат. С игрой познакомилась в юношеском возрасте благодаря отцу. К 17 годам она уже на равных играла в скат с ним и сёстрами на семейных турнирах. Она жила в Концене недалеко от Моншау, вышла замуж и взяла фамилию Прикарц.
В 1976 году она вместе с предпринимателем Питером Брандтом учредила Международную ассоциацию игроков в скат в Ахене. В 1978 году Марта Прикарц приняла участие в первом чемпионате мира, проводимом ассоциацией в Анахайме. Позже она не пропускала ни одного турнира, проводимого ISPA, до самой смерти. В 1987 году она стала чемпионом Германии среди женщин на турнире, проводимом в Бад-Урахе.
В 1994 году Марта Прикарц победила в личном зачёте среди женщин на девятом чемпионате мира, проводимом в Мюнхене. В более зрелом возрасте принимала участие в категории ветеранов, где трижды становилась чемпионом мира в личном зачёте среди женщин: 2004 году в Пуконе (Чили), 2006 году в Нассау (Багамы) и 2010 году в Кейптауне (Южно-Африканская Республика). Свой последний титул чемпиона мира Марта завоевала в возрасте 86 лет. В 2013 году она во второй раз стала чемпионом Германии среди женщин (Кёльн), только в этот раз в категории ветеранов. В следующем году, на чемпионате Германии, проводимом в Магдебурге, 90-летняя Марта Прикарц заняла второе место.
Кроме игры в скат, Марта Прикарц любила готовить еду для всей семьи и вязать спицами и крючком. Вязанию она посвящала всё своё свободное время. Из-за того что Прикарц постоянно возила спицы с собой, у неё возникали проблемы с таможенной службой. Так летом 2010 года, когда она возвращалась с победы среди ветеранов на турнире, посвящённом 25-летию испанскому клубу «Torrox», её спицы посчитали холодным оружием и потребовали сдать.
Умерла Марта Прикарц 5 мая 2015 года и была похоронена на местном кладбище в Концене. В том же году в Концене был проведён благотворительный турнир, посвящённый памяти Марты Прикарц, победителем стал Рейнхольд Винандс, чемпион мира 1984 года. Деньги, вырученные за вступительные взносы за турнир, были переданы родственникам Марты.